# Toxorhynchites phytophagus
Toxorhynchites phytophagus är en tvåvingeart som beskrevs av Theobald 1909. Toxorhynchites phytophagus ingår i släktet Toxorhynchites och familjen stickmyggor. Inga underarter finns listade i Catalogue of Life.